# Hammerware
Hammerware (от англ. «hammer» — рус. «молот» и англ. «software» — рус. «программное обеспечение») — частная компания, которая специализируется на разработке компьютерных игр; размещается в городе Брно, Чехия.
Наиболее известной разработкой компании является симулятор гонок на спортивных катерах Aquadelic GT (русское название — «Акваделик: Быстрее торпеды!»). Зарубежным издателем этой игры выступила компания JoWooD Entertainment; изданием в России и странах СНГ занимается фирма 1C.

## Разработанные игры
- 2001 — Trabi (условно-бесплатная гоночная игра с видом сверху)
- 2003 — Monarchia (онлайн-игра в жанре Medieval-подобной стратегии)
- 2004 — Starship Trooper (бесплатный изометрический шутер в стиле Alien Breed)
- 2005 — Nature of the Matter (экспериментальный квест)
- 2007 — Aquadelic GT (симулятор гонок на спортивных катерах)
- 2011 — Family Farm (казуальная игра о ферме)
- 2012 — Goodfolks (казуальная игра о ферме)
- 2012 — Wave Rave (симулятор гонок на спортивных водных мотоциклах)
- Дата выпуска неизвестна — Top Gunner (промоигра)
- Дата выпуска неизвестна — Grundfos Submarines (промоигра для компании Grundfos)